# 岡っ引どぶ
『岡っ引どぶ』（おかっぴきどぶ）は、柴田錬三郎の時代小説（「柴錬捕物帖 岡っ引どぶ」など）を原作としたテレビ時代劇。

## 山崎努版
正式タイトルは『岡っ引どぶ どぶ野郎』。1972年1月2日～4月30日まで、関西テレビ制作、フジテレビ系列の『白雪劇場』（小西酒造一社提供）で放送。『白雪劇場』はそれまで毎週日曜21:30～22:15で放送されていたが、同日に三代目笑福亭仁鶴司会の『とにかく仁鶴』が日曜22:00～22:15で開始したため、日曜21:30～22:00に変更された。

### 登場人物
- どぶ：山﨑努
- 町小路左門：田村正和
- お仙：水野久美
- 鼠小僧次郎吉：和田浩治

### サブタイトル
- （1月 2日）　第 1話「どぶ野郎」（演出：五社英雄(フジテレビ)）
- （1月 9日）　第 2話「獄門首に陽が昇る」
- （1月16日）　第 3話「女郎格子に星が降る」
- （1月23日）　第 4話「水戸様ご用心」
- （1月30日）　第 5話「どぶと女と三千両」
- （2月 6日）　第 6話「おらんだお銀」
- （2月13日）　第 7話「偽の京人形」
- （2月20日）　第 8話「ゆすりたかりのお家芸」
- （2月27日）　第 9話「赤い着物の好きな奴」
- （3月 5日）　第10話「偽のどぶ」
- （3月12日）　第11話「葵の紋をぶっつぶせ」
- （3月19日）　第12話「岡っ引うぶ」
- （3月26日）　第13話「闇の中でもクルスは光る」
- （4月 2日）　第14話「ばてれんどぶ」
- （4月 9日）　第15話「鬼面の刃が人を斬る」
- （4月16日）　第16話「十手返上女が笑う時」
- （4月23日）　第17話「左門を狙え」
- （4月30日）　第18話「女を探せ」

## 田中邦衛版
1981年よりフジテレビの「時代劇スペシャル」枠において計6シリーズ放送。1991年には連続ドラマとして毎週水曜20:00～20:54に放送。
現時点で映像ソフト化された事はないが、Amazon Prime Videoでスペシャル版の全6作の視聴が可能。

### 時代劇スペシャル版

#### キャスト
- どぶ：田中邦衛
- お仙：樹木希林
- 町小路左門：平幹二朗
- 鼠小僧次郎吉：地井武男
- 嘉助：三浦浩一 ※第3話から
- 小夜：岡田美佐子 ※第1話・第2話・第3話・第4話・第6話

#### タイトル
| 話    | 放送日         | サブタイトル                                     | ゲスト |
| ----- | -------------- | ------------------------------------------------ | --- |
| 第1話 | 1981年 9月18日 | 「逆さ吊り殺人事件の影にひそむ奇怪な陰謀の謎!!」 | 鶴吉：岡本富士太、おいく：木村弓美、森下哲夫、草薙幸二郎、檜屋政右衛門：浜田寅彦、ひろみどり、鈴木康弘、下元年世、新橋伸介、潤ますみ、丸平峯子、川村一代、松尾勝人、加茂雅幹、加藤正記、諸木淳郎、出水憲司、沖ときお、壬生新太郎、山本一郎(結城市朗)、青木卓、谷本重美 |
| 第2話 | 1982年 7月9日  | 「京洛殺人事件」                                 | 桜子：結城しのぶ、独楽丸：佐藤佑介、武内亨、御室太夫：渚まゆみ、綾小路三位：梅津栄、五条嗣満：西園寺章雄、浪花屋四郎兵衛：田中浩、ひろみどり、浜田晃、山本一郎(結城市朗)、西園寺章雄、中村錦司、丘路千、武周暢、松野健一、浜田雄史、壬生新太郎、多賀勝、紅萬子、松村奈津子、川村一代、諸木淳郎、松尾勝人、高木吉治                                                                                                   |
| 第3話 | 11月19日       | 「流人島殺人事件」                               | 信欣三、志村金吾：磯部勉、茨木丹後：木村元、岡本広美、おまき：栗田洋子、高橋恵子(高橋彩夏)、森下哲夫、青木卓、野上哲夫、玉生司朗、千うらら、小林加奈枝、藤原真理子、白礼花、壬生新太郎、東悦次、美鷹健児、伊波一夫、諸木淳郎、橋本和博、加藤正記、丸尾好広 |
| 第4話 | 1983年 2月11日 | 「謎の凧あげ連続殺人事件」                       | 卯太郎：三田明、おさわ：萬田久子、おしな：佐藤友美、おきん：熊谷真実、伊兵衛：清水章吾、備前屋藤左衛門：殿山泰司、文治：赤塚真人、おりょう：朝比奈順子、小松：森下哲夫、猪吉：青木卓、山本昌平、石丸謙二郎、吉中六、原田樹世土、ひろみどり、木村進、丸平峯子、久仁亮子、池野理佳子、福田真子、山本一郎(結城市朗)、大橋壮多、諸木淳郎、笹吾郎                                                                         |
| 第5話 | 6月3日         | 「風車殺人事件」                                 | おけい：森マリア、松葉屋忠兵衛：草薙幸二郎、竜太：石橋正次、岡部：小笠原良知、猪吉：青木卓、おりく：川村一代、捨吉：浜伸二(時代吉二郎)、釘六：小舟秋夫、吉蔵：原口剛、小松：森下哲夫、鈴木金哉、多賀勝、浜田雄史、有田美和子、中塚和代、楠本光子、野坂信一、堀北幸夫、松尾勝人、伊波一夫、花岡秀樹、柴田裕代、諸木淳郎                                                                                               |
| 第6話 | 12月29日       | 「折鶴殺人事件」                                 | お葉：山口美也子、天王寺左膳：中野誠也、山城屋徳兵衛：小川真司、佐久間重左衛門：浜田晃、飯盛女：正司花江、小松：森下哲夫、猪吉：青木卓、千江：菊地優子、浄心尼：三浦徳子、以蔵：前川哲男、田宮：萩原流行、栗島玄蕃：五味龍太郎、後藤三右衛門：須永克彦、大場彦七：徳田興人、馬之助：壬生新太郎、大島宇三郎、樋口隆則、諸木淳郎、小舟秋夫、遠藤隆厳、横山たかし、横山ひろし、今成友見、田村恵子、渚富貴子、山村嵯都子 |

### 1991年 テレビシリーズ版

#### 登場人物
- どぶ：田中邦衛

町の岡引。元は武士の生まれだったが次郎吉と出会ったことで武士と捕物の生活が嫌になり町人になるも、どの仕事も長続きせず結局同心仲間のコネで岡引になる。飲む・打つ・買うの堕落した生活は送っているが正義心は人一倍で剣の腕は立ち、弱者にやさしく器量良しのため後述のお仙を始め男意気に惚れる女も多い。左右に鈎がある仕込み十手を腰や背中に挿し殺陣の序盤では普通に十手術を使うが、鍔迫り合いになると持ち手から刃を引き抜いて鞘になる棒芯と刃の二刀流になり、刃で切りつけ相手の刀を棒で受け刃で刺す戦法を得意としている。
- 町小路左門：中村橋之助

どぶが仕える与力。幼少の頃の病気で盲目になり座っているときはいつでも正座で背中を伸ばし、話している人の方向を見ずに話す（相手が見えていないとするための演出）。切れ者の鋭い推理でどぶを事件解決へ導く。基本的に家から一歩も出ないが、第6話では湯村、最終話では犯人達と立ち回った。
- 鼠小僧次郎吉：地井武男

どぶと戦い負けた義賊。どぶがお情けで逃した恩義に感動し密偵や殺陣でもサポートし暗躍する。どぶに裏切られ牢にぶち込まれても恨み言は言わないと決めている。
- お仙：樹木希林

どぶに一度捕まった女スリ。お情で見逃したどぶに惚れどこへでも付け回るが第7話でどぶに人殺しの嫌疑がかかると途端に冷たくなった。惚れた弱みで度々悪人の素性を調べさせられ、よくどぶや次郎吉に「笑わない方がよい」と言われており年下ではあるが次郎吉を「お兄ちゃん」と慕っている。
- 嘉助：三浦浩一（第2話 - 第6話）

どぶを親分と慕うやくざ者。第5話では次郎吉に代わりどぶをサポートする。第6話の灯篭流しでの寂しげなお仙に惚れてしまい夫婦になるがなった途端夫婦喧嘩が絶えず第7話で愛想が尽きてお仙を振ったという設定で登場しない。
- 小夜：渡辺梓

左門の妹で左門の身の回りの世話をしている。
- おらん：森マリア

夜鷹。1話で夜鷹狩りに遭いそうになったところをどぶに匿われ、それが縁でどぶに惚れその後再登場した時はどぶを巡ってお仙を盛んに挑発する。
- 小松：山本清

北町奉行所の同心。どぶからは「へちまの旦那」と呼ばれている。
- 蓑吉：青木卓司

どぶの手下の岡っ引。
- 語り：小林尚臣

#### スタッフ
- 監督：吉田啓一郎ほか
- 脚本：下飯坂菊馬ほか
- 音楽：木下忠司
- 殺陣：谷明憲
- 現像・テレシネ：IMAGICA
- プロデューサー：鈴木哲夫、横島良多、細井保伯
- 企画：能村庸一、香取擁史、西岡善信
- 制作協力：京都映画
- 製作：フジテレビ、仕事、映像京都

#### サブタイトル
| 話    | 放送日         | サブタイトル           | ゲスト |
| ----- | -------------- | ---------------------- | --- |
| 第1話 | 1991年 4月10日 | 「悪魔の小箱殺人事件」 | 八木小織、森マリア、長内美那子、山本亘、森下哲夫、速水典子、久保田篤、山本清、青木卓司、鈴木実、紅萬子、崎津隆介、諸木淳郎、大迫栄喜、国田栄弥、松尾勝人、松井丈士、藤原ひとみ、香住美弥子、木村真理                                 |
| 第2話 | 4月17日        | 「流人島殺人事件」     | 井川比佐志、並木史朗、奥田圭子、浅見美那、山本清、青木卓司、浜田晃、古田将士、八神康子、春やすこ、加藤正記、西田真吾、橋本和博、丸山好広、福山龍次、小松健悦、藤山喜子、                                                             |
| 第3話 | 4月24日        | 「火炎小町殺人事件」   | 未來貴子、田中隆三、山本清、青木卓司、早川純一、重松収、大川ひろし、結城市朗、武井三二、岩尾正高、鶴山小夕里、佐藤浩、朝倉めぐみ、蝦名勝、岡田和範、遠山二郎、小島三児                                                               |
| 第4話 | 5月1日         | 「謎の連凧殺人事件」   | 一色彩子、山崎美貴、高川裕也、山本清、青木卓司、緋多景子、曽我廼家文童、小林ひさよ、大久保了、中村錦司、紅萬子、伴勇太郎、山本弘、香住美弥子、上野秀年、蔵田哲男、諸岡祐子、玉生謙司、太田美樹、東田達夫、青木哲也、一条かおり、白竜 |
| 第5話 | 5月8日         | 「京洛殺人事件」       | 南條玲子、石丸謙二郎、笹野高史、小野武彦、丸山秀美、白倉慎介、芝本正、須永克彦、松本幸三、浜田雄史、下元年世、甲斐道夫、岡田和範、中村健人、宮本浩光、三浦徳子、三角直子                                                             |
| 第6話 | 5月15日        | 「出湯の里殺人事件」   | 水原ゆう紀、小川美那子、団次郎、岡本早生、青木卓司、草見潤平、宮本毬子、久賀大雅、村井義之助、村岡弘之、岸田秀樹、小川敏明、奥深山新、権野年哉、伊波一夫、徳田興人、塚本信夫                                                         |
| 第7話 | 5月22日        | 「仕込み十手殺人事件」 | 東啓子、山本清、青木卓司、鹿内孝、矢野宜、前川哲夫、大島宇三郎、門田圭子、井上康、長谷川克己、美間博、清水充、丸平峯子、海原しおり                                                                                                   |

## 備考
- 1972年版で主役を演じた山崎努は、後に同じ関西テレビ制作のテレビ時代劇『眠狂四郎』第17話に同じ役で出演した（原作者が同じである事や、1972年版で町小路左門を演じた田村正和が眠狂四郎（主役）役で出演していたため。また、第17話には原作者の柴田錬三郎自身も出演している）。